# Herman Kunnen
Herman Antoon Maria Kunnen (* 28. März 1925 in Antwerpen; † 27. August 2001) war ein belgischer Sprinter.
Bei den Leichtathletik-Europameisterschaften 1946 in Oslo wurde er über 400 m im Finale disqualifiziert und kam in der 4-mal-100-Meter-Staffel auf den sechsten Platz. 1948 schied er bei den Olympischen Spielen in London über 400 m im Vorlauf aus.
Von 1946 bis 1948 wurde er dreimal in Folge Belgischer Meister über 400 m. Seine persönliche Bestzeit von 48,8 s stellte er 1947 auf.